# Mann-Eisstrom
Der Mann-Eisstrom ist ein Eisstrom im ostantarktischen Coatsland. Er mündet mit nordwestlicher Fließrichtung nordöstlich des Weldon-Eisstroms  an der Luitpold-Küste in den südöstlichen Teil des Weddell-Meers.
Das UK Antarctic Place-Names Committee benannte ihn 2013 nach Neville Mann (1940–1963) vom British Antarctic Survey, der 1963 während seiner Dienstzeit auf der Halley-Station beim Hundetraining in einem Schneesturm ums Leben gekommen war.  